# Janneth Peña
Janneth Peña López (Cuenca, c. 1961) es una activista por los derechos LGBT ecuatoriana. Es considerada como una de las pioneras del activismo lésbico en Cuenca, además de haber sido la primera persona LGBT en la historia del país en obtener una pensión de viudez por el fallecimiento de su pareja del mismo sexo, hecho que se concretó en 2011. Adicionalmente, fue una de las fundadoras de la Organización Ecuatoriana de Mujeres Lesbianas (OEML) y del colectivo LGBT Cuenca Inclusiva.

## Biografía
Se casó a los diecisiete años y tuvo dos hijos con su esposo. En 1990 se divorció y tres años después inició una relación romántica con la activista Sandra Álvarez, quien fue su primera pareja femenina y con quien permaneció durante doce años. En junio de 1997, la familia de Peña se enteró de esta relación y golpearon a ella y a Álvarez de forma brutal, por lo que ambas acudieron a la policía a denunciar el hecho. No obstante, la policía solo les dio una boleta de auxilio y, en lugar de aceptar la denuncia, las amenazó con encarcelarlas a ellas, debido a que en esa época la homosexualidad continuaba siendo un crimen en Ecuador, con una pena de cuatro a ocho años de cárcel.
Luego de esta experiencia, ambas se mudaron a Quito y posteriormente entraron a trabajar en una organización de activismo feminista. Sin embargo, dentro de esta agrupación sufrieron discriminación homofóbica, por lo que decidieron crear una organización que se centrara en la defensa de los derechos de las mujeres lesbianas y ayudara a visibilizarlas. De este modo, junto a otras mujeres, fundaron en junio de 2002 la Organización Ecuatoriana de Mujeres Lesbianas (OEML), que se convirtió en una de las primeras organizaciones lésbicas del país.
Durante el proceso de redacción de la Constitución de Ecuador de 2008, Peña fue una de las activistas que acudieron a Montecristi para impulsar la aprobación de artículos en la carta magna que ampliaran los derechos de las personas pertenecientes a la diversidad sexual.
El 22 de marzo de 2011, la pareja sentimental de Peña, Thalía Álvarez, falleció debido a un cáncer de páncreas. Peña había conocido a Álvarez en 2005 y habían registrado una unión de hecho en 2010, hecho que fue posible tras la legalización de este derecho para las parejas del mismo sexo en la Constitución de 2008. No obstante, encontró dificultades para realizar los trámites para poder cremarla debido a los prejuicios que sufrió por haber sido una pareja lésbica, entre ellos durante el retiro de su cadáver de la morgue y la firma de autorizaciones familiares en la funeraria.
En agosto de 2011, Peña solicitó al Instituto Ecuatoriano de Seguridad Social (IESS) la pensión de montepío y cesantía que le correspondía por tener una unión de hecho con Álvarez. Luego de un proceso de meses en que recibió varias negativas, el 14 de diciembre del mismo año, se anunció que Peña recibiría estos beneficios, lo que constituyó la primera vez en la historia del país que una pareja del mismo sexo recibía este reconocimiento. Producto del caso, el IEES anunció que a partir de ese momento, otras parejas del mismo sexo podrían acogerse al mismo beneficio.
Tras haber obtenido la pensión, Peña se mudó de regreso a Cuenca y continuó participando en activismo. En marzo de 2014, ocupó junto a otros dos activistas la silla vacía del concejo cantonal durante el debate sobre la aprobación de una ordenanza que garantizara los derechos de las personas LGBT en la ciudad. Ese mismo año, participó de reclamos contra la decisión del municipio de Cuenca de dar permiso para recorrer solo dos cuadras y media durante la primera edición de la Marcha del Orgullo LGBT de Cuenca, lo que llevó a que se aprobara un recorrido más extenso.
En 2017, inició junto a otros activistas una iniciativa con el nombre de Patrulla Legal, con el objetivo de visibilizar los abusos policiales cometidos contra trabajadoras sexuales transgénero en Cuenca. Los resultados de la iniciativa fueron luego presentados ante la Corte Provincial del Azuay.